# Унише
Унише (словен. Uniše) — поселення в общині Шентюр, Савинський регіон, Словенія. 
Висота над рівнем моря: 312,2 м.